# 库埃利亚尔
库埃利亚尔，是西班牙卡斯蒂利亚-莱昂塞哥维亚省的一个市镇。 总面积273平方公里，总人口9230人（2001年），人口密度34人/平方公里。